# Grandfey-Viadukt

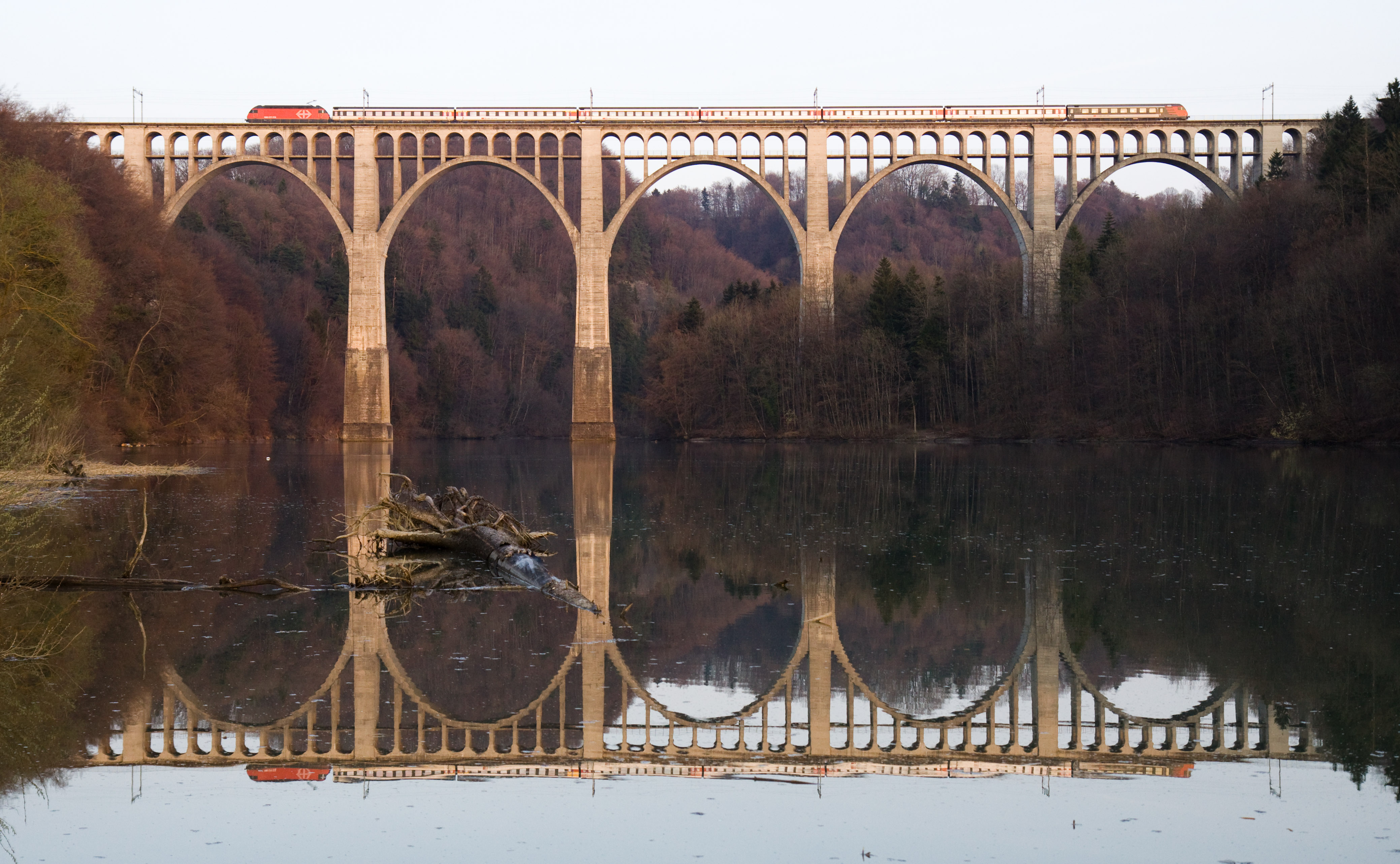
Neue Grandfey-Brücke

Der Grandfey-Viadukt an der Bahnlinie von Bern nach Freiburg gehört zu den grössten Brücken der Schweiz.

## Lage
Beim Weiler Grandfey in Granges-Paccot, rund drei Kilometer nördlich des Bahnhofs von Freiburg, überquert die Bahn das tief in den Molassefelsen eingeschnittene und breite Tal der Saane nach Düdingen.
Der Viadukt überquert die Sprachgrenze zwischen Romandie und deutschsprachiger Schweiz («Röstigraben»).

## Geschichte

### Erster Viadukt

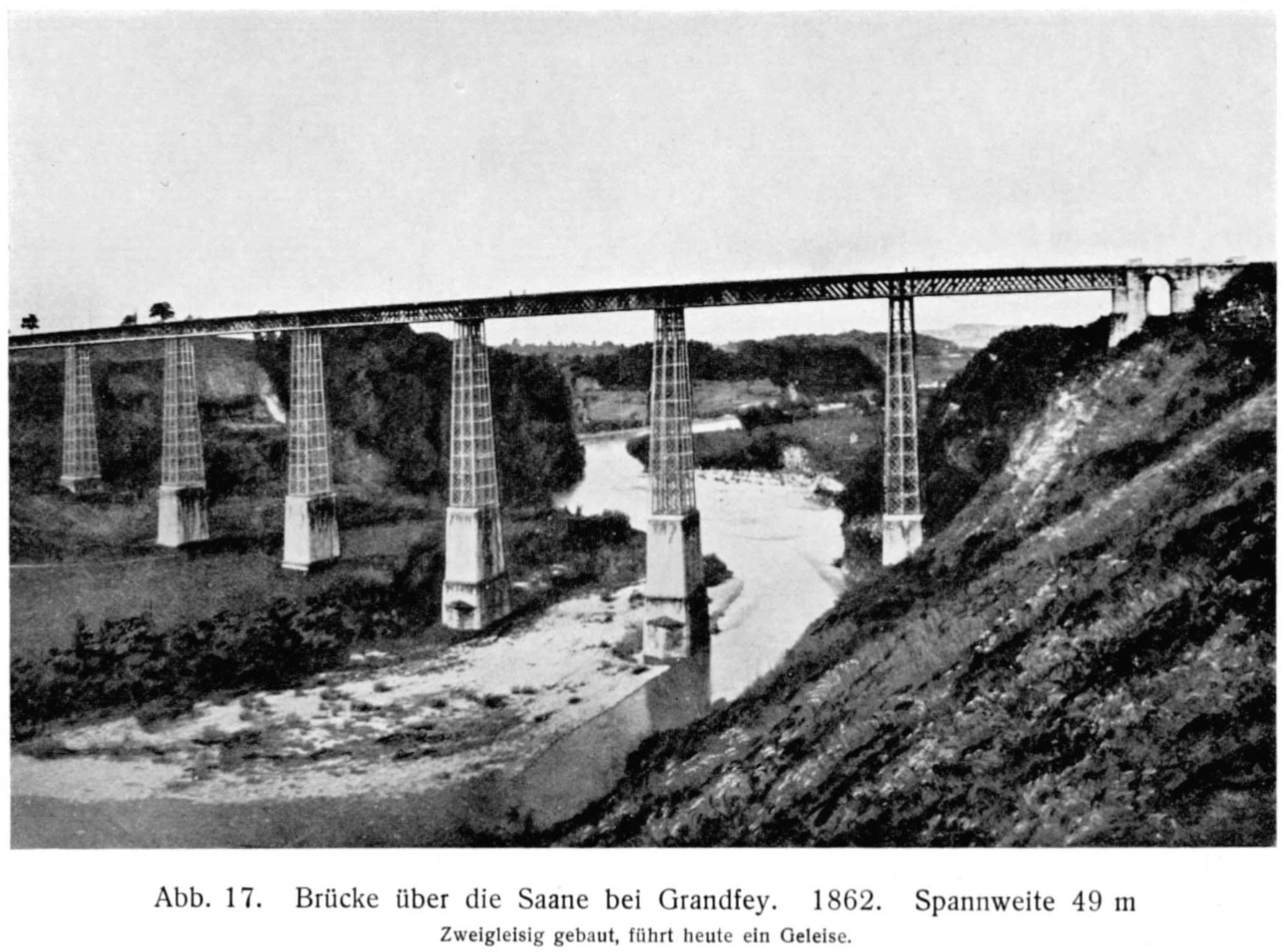
Grandfey-Viadukt von 1862

Die Bahngesellschaft Lausanne–Fribourg–Berne beauftragte 1856 den Ingenieur Leopold Blotnitzki mit Studien für diese aufwändigste Bauaufgabe in ihrem Streckennetz. Der Entwurf wurde von einer vierköpfigen Kommission entwickelt, bestehend aus den Herren Durbach, Karl Etzel, François Jacqmin und Wilhelm Nördling, wie der damals in Frankreich tätige, in Stuttgart geborene Ingenieur genannt wurde. Bei dieser Planung wurden das kurz zuvor errichtete Crumlin-Viadukt in Südwales und das Sitterviadukt bei St. Gallen berücksichtigt. Die Ausführungsplanung erstellte Ferdinand Mathieu, der leitende Ingenieur des französischen Eisen- und späteren Stahlunternehmens Schneider & Cie. in Le Creusot, das den Metallbau-Auftrag für die Brücke erhalten hatte. Die Erd- und Mauerwerksarbeiten führte das Schweizer Unternehmen Wirth, Studer & Co. aus.
Die von 1857 bis 1862 gebaute, 343 m lange und 82 m hohe zweigleisige Brücke bestand aus sechs auf mächtigen Steinsockeln stehenden Gitterpfeilern, die einen starken Gitterträgerbalken trugen, auf den der Oberbau der Schienen zu liegen kam. Die Spannweiten der fünf mittleren Öffnungen betrugen jeweils 48,75 m, die der seitlichen Öffnungen 43,30 m. Im Innern des Gitterträgers gab es eine Passage für Fussgänger und kleine Karren. Damit erschloss der Grandfey-Viadukt für den leichten Landverkehr eine neue Passage über die lang gestreckte und sehr unwegsame Schlucht der Saane.
Die gemauerten Steinsockel waren bis zu 32 m hoch, damit ihre Köpfe alle auf demselben Niveau lagen. Die Strömungsteiler der im Fluss stehenden Pfeiler IV und V waren durch eine Kalksteinverkleidung gegen die Strömung geschützt.
Die Pfeiler bestanden aus jeweils 3,93 m langen Gusseisen-Rohren, die in 11 Etagen übereinander angeordnet zusammen 43,20 m hoch und mit gitterförmigen schmiedeeisernem Fachwerk verbunden und versteift waren.
Der Fahrbahnträger bestand aus vier schmiedeeisernen Gitterträgern im Achsabstand von 2,09 m. Zwischen den beiden mittleren Trägern war die Passerelle für die Fussgänger eingebaut.
Der Grandfey-Viadukt gilt als die erste Brücke, bei der Ferdinand Mathieu, der leitende Ingenieur von Schneider & Cie., den von ihm erfundenen Vorschub anwendete. Dabei diente der über das Tal vorgeschobene Gitterträgerbalken als Kran zum Bau des ersten und darauf des jeweils nächsten Pfeilers.
Für die Pfeiler wurden 1300 Tonnen Gusseisen und 700 Tonnen Schmiedeeisen (Schweisseisen) verwendet, für die Träger 1250 Tonnen Schmiedeeisen.
Der Grandfey-Viadukt beeinflusste das von Nördling kurz danach geplante Viaduc de Busseau und diente als Vorbild für den 1886–1890 ebenfalls von Schneider & Cie. in Chile erbauten Malleco-Viadukt.
Wegen der schwerer gewordenen Züge wurde die Brücke 1892 für einen eingleisigen Verkehr mit einem Gleis in der Mitte umgebaut und die Geschwindigkeit auf 40 km/h beschränkt.

### Zweiter Viadukt

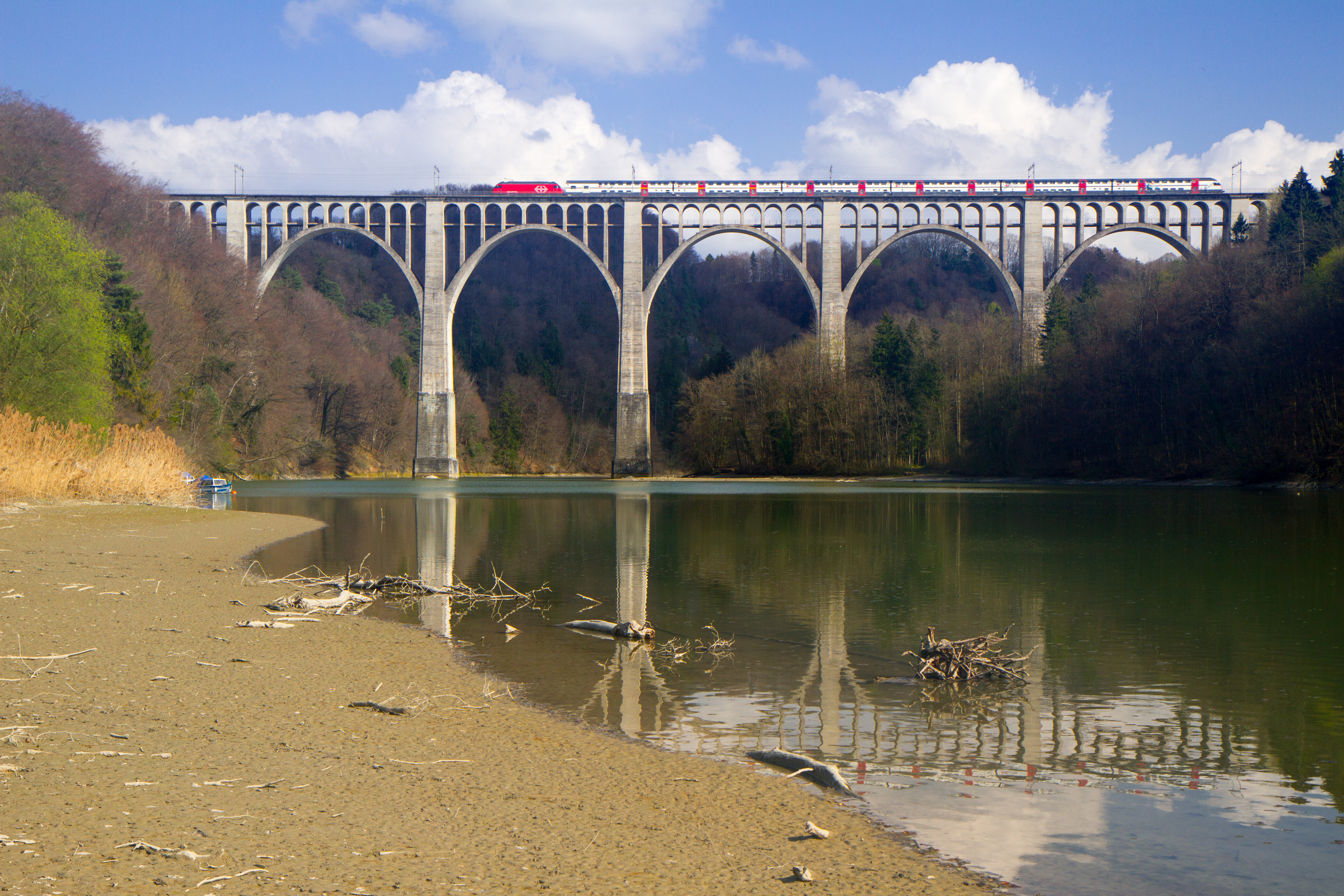
Zweiter Grandfey-Viadukt, verstärkt und elektrifiziert 1927, befahren von einem IC-Doppelstockzug, 2014

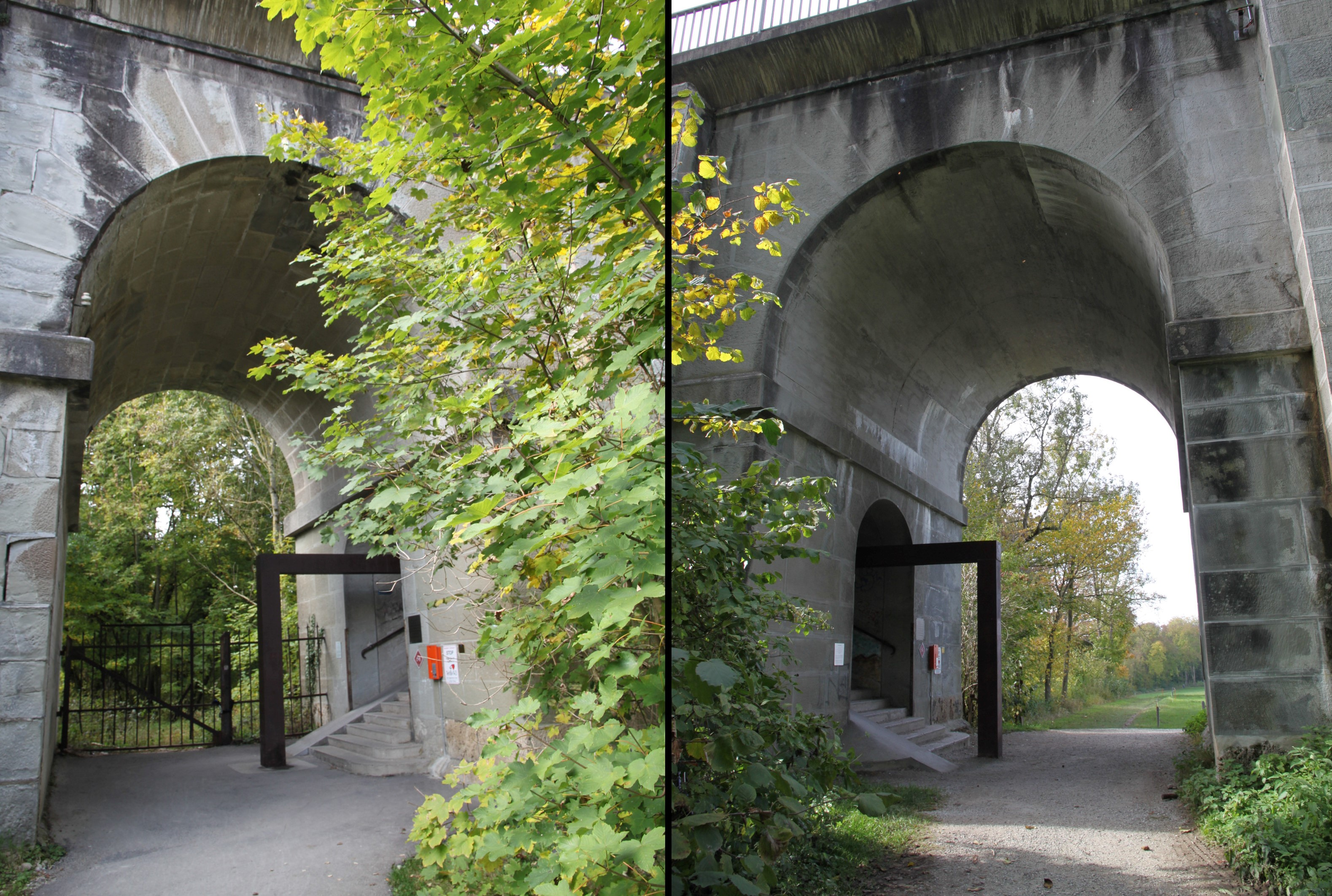
Maillart Bridge extended, Stahlplastik von Richard Serra, 1988

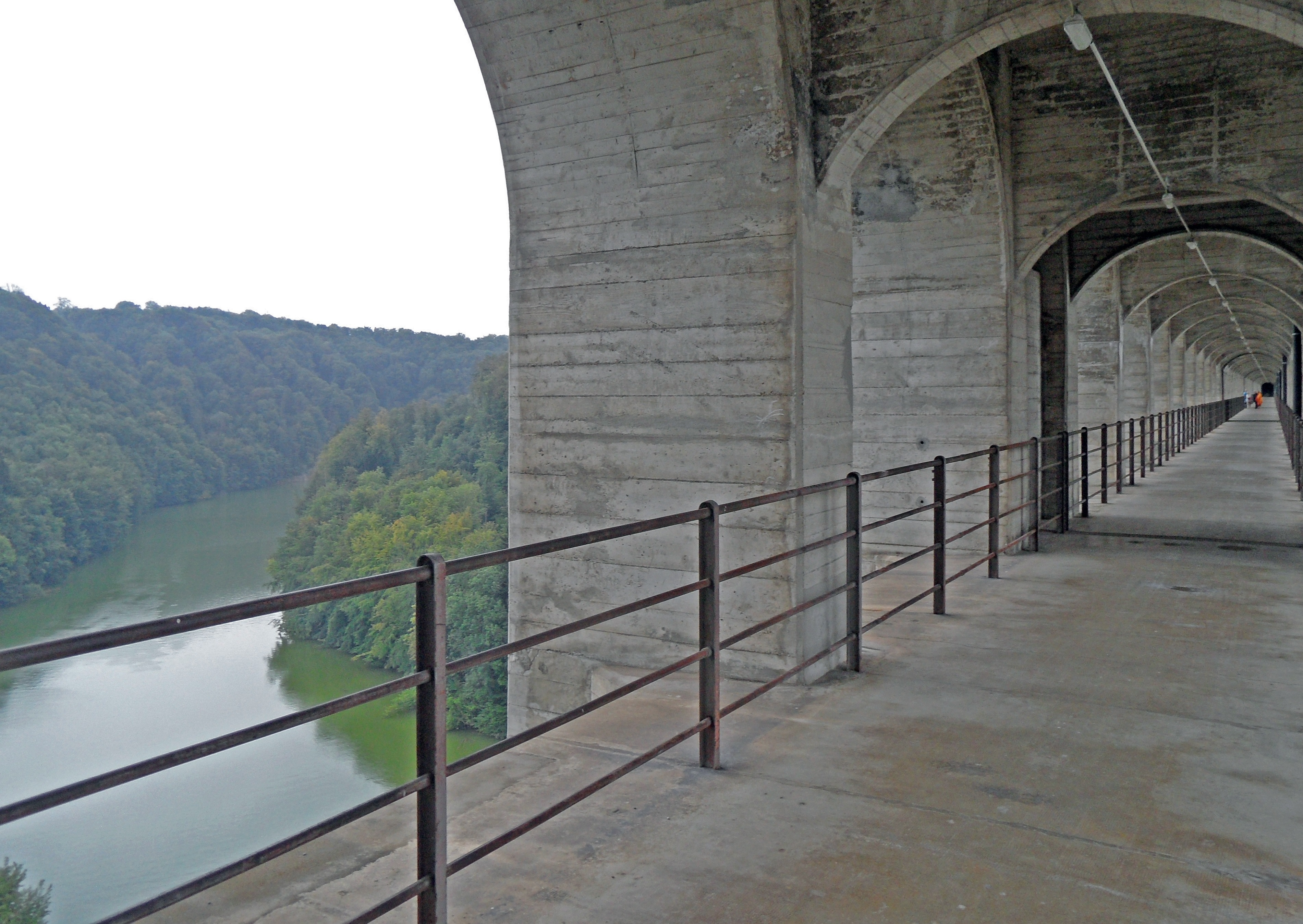
Fussgängerweg unterhalb der Schienen

Mit der Elektrifizierung des Schienennetzes der Schweizerischen Bundesbahnen musste die Brücke verstärkt werden, um die schwereren und schneller fahrenden Lokomotiven und Zugskompositionen tragen zu können. Nach einem schon beim Viadukt von Le Day realisierten Konzept des Brückenbaubüros der SBB erhielt der Grandfey-Viadukt von 1925 bis 1927 seine neue Gestalt. Dazu hatten die SBB den Pionier grosser Betonbauten in der Schweiz, Robert Maillart, als beratenden Ingenieur beigezogen. Zwischen den sechs vollständig einbetonierten eisernen Fachwerkstützen liegen weite, in Melan-Bauweise errichtete Betonbögen, über deren Scheitel der erneuerte Fussgängerweg verläuft. Die fünf mittleren Bögen weisen lichte Weiten von 42 m auf. Auf den mächtigen Hauptbögen ruht eine lange Reihe schlanker Arkaden, die das Bett der Geleiseanlagen tragen. Mit der doppelten Bogenreihe gewinnt das grosse Bauwerk eine monumentale klassizistische Form.
Durch den Bau der Staumauer Schiffenen, welche 1964 beendet wurde, steht der untere Teil nun im Wasser des Schiffenensees.

## Passage und Skulptur von Richard Serra

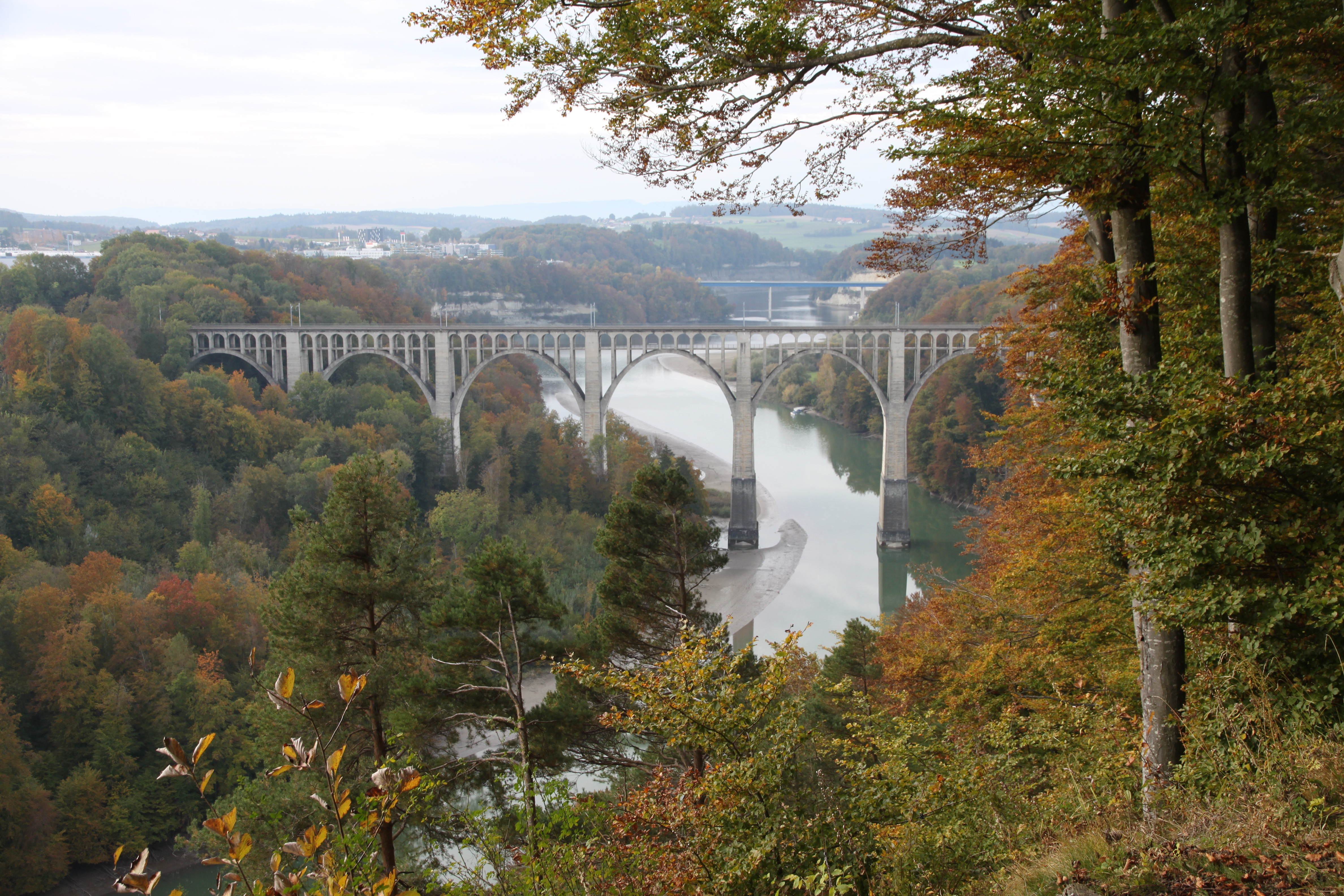
Das doppelstöckige Grandfey-Viadukt über den Schiffenensee, im Hintergrund das Viadukt Schiffenensee der Autobahn A12.

Die Passage durch den Grandfey-Viadukt gehört zu den schönsten Punkten im Streckennetz der Wanderwege und der Radwege des Kantons Freiburg.
Bei dieser Passage befindet sich eine moderne Skulptur des amerikanischen Künstlers Richard Serra. Das Kunstwerk mit dem Titel Maillart Bridge extended wurde 1988 an Ort installiert. Mit diesem Namen erinnert es an Robert Maillart, den beratenden Bauingenieur des zweiten Viadukts. Serras Plastik stellt mit je einem L-förmigen Stahlträger auf jeder Brückenseite eine Klammer dar, welche die Brückenfunktion des Grandfey-Viadukts zwischen der Romandie und der Deutschschweiz symbolisiert. Im August 2007 liessen die SBB aus Sicherheitsgründen zwei Handläufe an das Kunstwerk anbringen, die wieder entfernt wurden.